# Море Росса

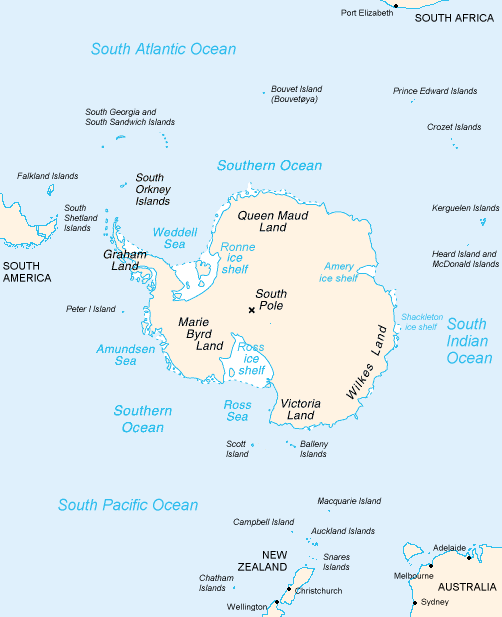
Расположение на карте Антарктики

Море Ро́сса — окраинное море тихоокеанского сектора Южного океана, у берегов Земель Виктории и Мэри Бэрд (Западная Антарктида), между мысами Адэр и Колбек (170° в. д. — 158° з. д.). Через море проходит Линия перемены даты.

## Общие сведения
Море глубоко вдаётся в Антарктический континент. Его южную границу определяет северная граница шельфового ледника Росса, а северная граница примерно совпадает с оконечностью материкового шельфа Антарктиды, где он обрывается в глубины Южно-тихоокеанской котловины между мысом Колбек и островом Скотта. На западе море ограничивает мыс Адэр Земли Виктории, а на востоке — мыс Колбек на полуострове Эдуарда VII.
Площадь 439 тыс. км², глубины до 2972 м. Берега гористые, сильно изрезанные. Южная часть моря покрыта крупнейшим шельфовым ледником Росса, вместе с которым его площадь достигает 960 тыс. км². Море относительно мелкое в южной и центральной части, где располагается шельф. Дно в основном находится на глубинах менее 900 м. В западной части расположены несколько обширных мелководных участков глубиной менее 300 м, и на юго-западе дно поднимается над уровнем моря, образуя вулканический остров Франклин. Акватория северной части моря располагается над глубоководной Южно-тихоокеанской котловиной. В этой части глубины достигают 2972 метра. В западной части, вдоль побережья Земли Виктории, береговая линия сильно изрезана. К побережью здесь подходят отроги Трансантарктических гор, в море во многих местах далеко выступают языки выводных ледников, находящихся на плаву. На берегах во многих местах проступают оголённые остатки давней докембрийской Антарктической плиты. Береговую линию проследить здесь достаточно сложно, её протяжённость от м. Адэр до восточной оконечности острова Росса составляет примерно 1500 км. Гидрологические особенности моря трудно поддаются изучению, потому что вся южная часть моря Росса полностью скрыта под гигантским шельфовым ледником. Протяжённость барьера этого ледника около 800 км. Морские волны выбили в нём удивительной красоты прибойные ниши.
В северной и центральной части моря постоянно дрейфуют обломки ледового панциря Антарктиды. Часть из них — это остатки покровного ледника материка. Другие образовались вследствие разрушения окраинной части шельфового ледника Росса. Много айсбергов, встречаются гигантские — периметром в десятки и сотни километров. Летом образуется обширная полоса чистой воды, позволяющая судам подойти к барьеру шельфового ледника. Среднегодовая температура воды на поверхности ниже −1 °C, летом иногда повышается до 2 °C. Солёность 33,7-34,4 ‰.
Течения демонстрируют эффект так называемого восточного переноса, формирующего круговорот по часовой стрелке. Поверхностные течения несут воду на запад вдоль кромки шельфового ледника, а затем на север вдоль Земли Виктории, где сталкиваются с течениями западного переноса. Приливы полусуточные, до 1 м.
Первоначально предполагалось, что заливное море Росса представляет собой часть гигантского жёлоба, продолжающегося подо льдом до моря Уэдделла (так называемый грабен Росс-Уэдделл), однако впоследствии, с открытием гор Элсуэрт, эта теория была опровергнута. Исследования в районе ледника Росса указывают на то, что морское дно формируют сейсмически малоподвижные, вероятно, осадочные породы. Таким образом, море, вероятно, образовалось в континентальной сбросовой впадине либо в прогибе морского дна, который позднее заполнили осадочные породы.

## История
Открыто в 1841 году английским полярным исследователем Дж. К. Россом и названо в его честь. В 1912 году на только что открытом острове Инэкспрессибл в море Росса пришлось зимовать (с марта по сентябрь) группе исследователей из шести человек. В 1956 году на полуострове Росса создана основная база антарктических экспедиций США Мак-Мердо, в 1957 году здесь же была создана новозеландская база Скотт, на мысе Халлетт — научная станция Халлетт (США совместно с Новой Зеландией). В 1985 году на побережье была построена летняя итальянская станция Цукелли. В феврале 2024 года на южной окраине острова Инэкспрессибл Китайская Народная Республика открыла исследовательскую станцию Циньлин
Всё континентальное побережье моря Росса обследовано геологами, а участок Земли Виктории близ пролива Мак-Мердо является наиболее изученной частью Антарктиды.

## Климат и ледовый режим
Море Росса располагается к югу от 70 градуса южной широты и целиком находится в антарктической климатической зоне. В течение всего года здесь преобладает воздух, поступающий с материка. Поэтому для моря характерны очень морозная зима и холодное лето. Самый холодный месяц — август. Среднемесячная температура в это время изменяется от минус 26 на северо-западе моря до минус 36 на юго-востоке. Минимальная температура воздуха, зафиксированная в море Росса, равна минус 62 градуса. Преобладает пасмурная ветреная погода. Температура воздуха в декабре — январе равна минус 2 — минус 6 градусов и уменьшается с севера на юг. Температура воды на поверхности в небольших пределах понижается с севера на юг. Зимой в подледном слое она близка к температуре замерзания и равна минус 1,7 — минус 1,8 градуса. Летом распределение температуры воды на поверхности связано с ледовой обстановкой. Температура равна 0,5 градуса в северо-западной части моря и понижается до минус 1,5 у его юго-западного берега.
Льды моря Росса разнообразны, но в основном это различные по форме морские дрейфующие льды, которые существуют в море в течение всего года. Встречаются припай и айсберги. Гидрометеорологические условия моря Росса формируются под влиянием южной части климатического циклона, расположенного на северной окраине района около 165° з. д. Движение воздушных масс и поверхностных вод осуществляется, главным образом, вдоль восточного побережья Земли Виктории с юга на север. В целом характер дрейфа льда в море Росса благоприятен для его очищения. В настоящее время у берегов Антарктиды выявлено 110 стационарных полыней. Крупнейшая из них ежегодно формируется в море Росса.

## Флора, фауна и экология

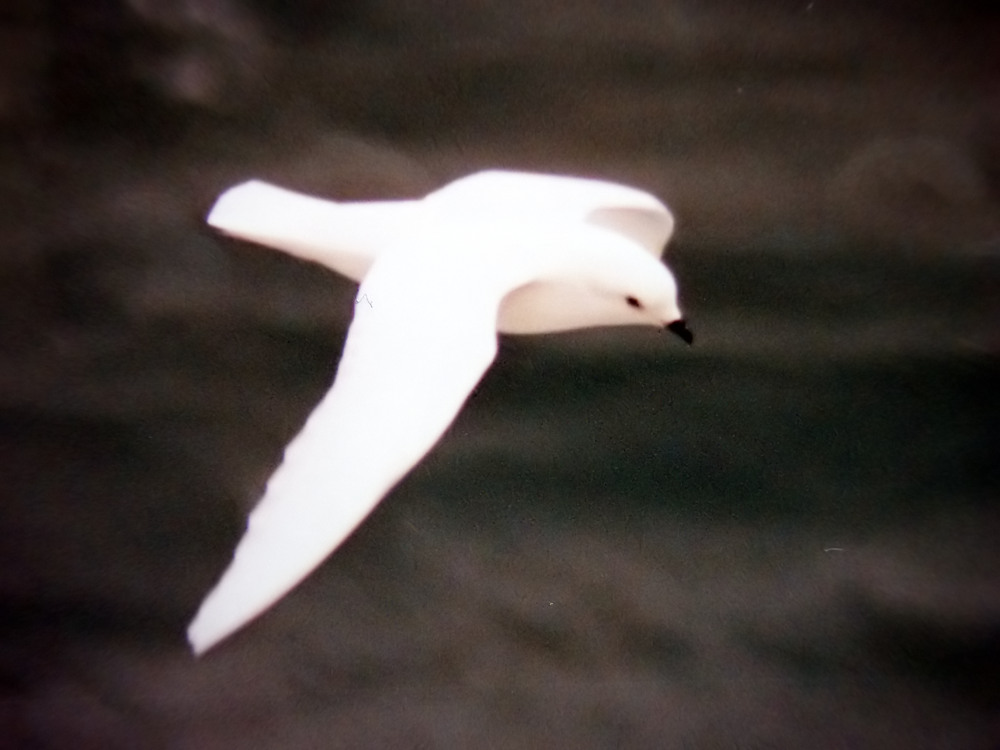
Снежный буревестник в полёте над морем Росса

В море Росса обитают и размножаются около 10 видов млекопитающих, 11 видов птиц, 95 видов рыб (семь из которых — эндемики), и более 1000 видов беспозвоночных.
Здесь гнездятся пингвин Адели, императорский пингвин, антарктический буревестник, снежный буревестник, качурка Вильсона, Антарктический глупыш и южно-полярный поморник. Из морских млекопитающих водятся южный малый полосатик, косатка, тюлень Уэдделла, тюлень-крабоед, морской леопард. В водах моря Росса хорошо себя чувствуют антарктический клыкач, антарктическая серебрянка, антарктический и подлёдный криль. В 2007 году здесь выловили крупнейшего из когда-либо пойманных антарктических кальмаров общей длиной около 10 метров, диаметром мантии 3 м и весом 495 кг.
Флора и фауна моря Росса в общем типичная для морских регионов южной Антарктики. Летом богатые питательными веществами во́ды обеспечивают благотворные условия для размножения планктона, который, в свою очередь, привлекает более крупные виды — рыб, тюленей, китов, морских и прибрежных птиц.
Хотя представлено лишь несколько видов, популяции пернатых в пределах региона весьма многочисленны, и превращают его в один из самых густонаселённых птичьих ареалов в мире. 6 видов буревестника гнездится на соседних островах архипелага Баллени, они часто кочуют над акваторией моря; но большая часть из приблизительно 6 миллионов птиц, насчитывающихся в регионе, гнездится на скалистых берегах Земли Мэри Бёрд и Земли Виктории, омываемых морем Росса. Здесь, в прибрежных морских водах эти выносливые птицы находят достаточно пищи, чтобы вывести крепкое, жизнеспособное потомство.
Достойно замечания, что альбатросы летают, опираясь на силу воздушных потоков; а так как Западные ветры обычно не простираются на юг далее ледяной кромки, над шельфовой частью моря альбатросы встречаются нечасто. В безветренную погоду они вынуждены ходить пешком по дрейфующим льдинам по несколько дней.
Колонии пингвинов встречаются спорадически в прибрежной полосе на всём её протяжении, как на шельфовых льдах, так и вглубь материка. Здесь находятся две крупнейшие в Антарктике колонии императорских пингвинов, и в целом обитает четверть всей популяции; около миллиона пар пингвинов Адели, обитающих в регионе, составляют более трети всех особей этого вида.

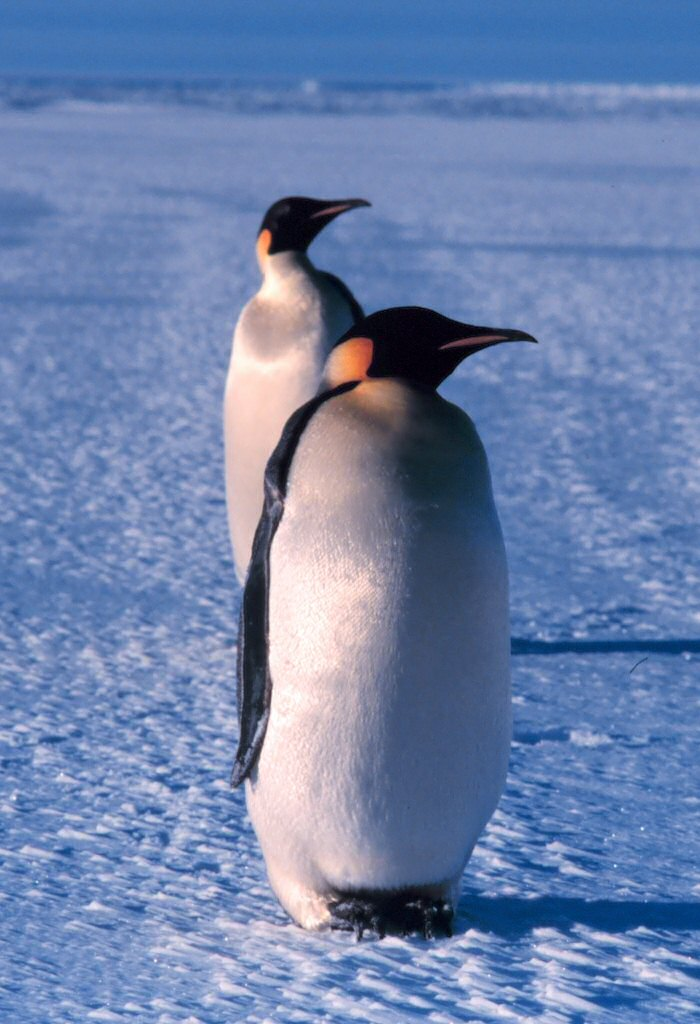
Чета императорских пингвинов на льдах в море Росса

Море Росса остаётся одним из последних на земле мест, относительно не затронутых деятельностью человека, благодаря чему оно почти свободно от загрязнения и пока не пострадало от хищного рыболовства или биологического заражения. В ответ на растущие угрозы экологическому равновесию моря Росса возник ряд экозащитных инициатив, призывающих объявить акваторию с прилегающим берегом всемирным резервным фондом. Природоохранный статус, по мнению защитников из числа биологов, позволит сохранить уникальную систему, ценную не только для учёных, но и для антарктической и глобальной экосистем в целом.
В октябре 2012 года Филиппа Росс, — прапраправнучка Джеймса Росса, проживающая в Новой Зеландии, — выразила публичный протест на предложение новозеландского правительства расширить зоны рыбной ловли в регионе. Правительство Новой Зеландии обеспокоилось промышленным упадком в добыче и переработке клыкача, наоборот, правительство США выразило заинтересованность в ужесточении существующего рыболовного законодательства в пользу научных исследований, подтвердив в ходе независимой экспертизы, проведённой «Морским попечительским советом», что промысел клыкача вполне обеспечивается альтернативными месторождениями.
В июле 2013 года международная Комиссия по сохранению морских биоресурсов Антарктики провела заседание в Бремерхафене, чтобы рассмотреть предложения Новой Зеландии и США, а также альтернативное предложение Австралии, Франции и Европейского союза о природоохранном статусе вод моря Росса. Решение не было принято из-за позиции России, указавшей, что полномочий Комиссии недостаточно для утверждения международного статуса «морской охраняемой территории», а предлагаемые термины требуют существенной доработки и согласования в рамках дипломатических процедур более высокого уровня. В октябре 2016 года на ежегодном совещании АНТКОМ принято решение о создании морского охраняемого района в море Росса. Соглашение вступило в силу в декабре 2017 года. Площадь охраняемой акватории составляет 1,55 млн км² (это одна из крупнейших по площади природоохранная зона в мире).

## Судоходство

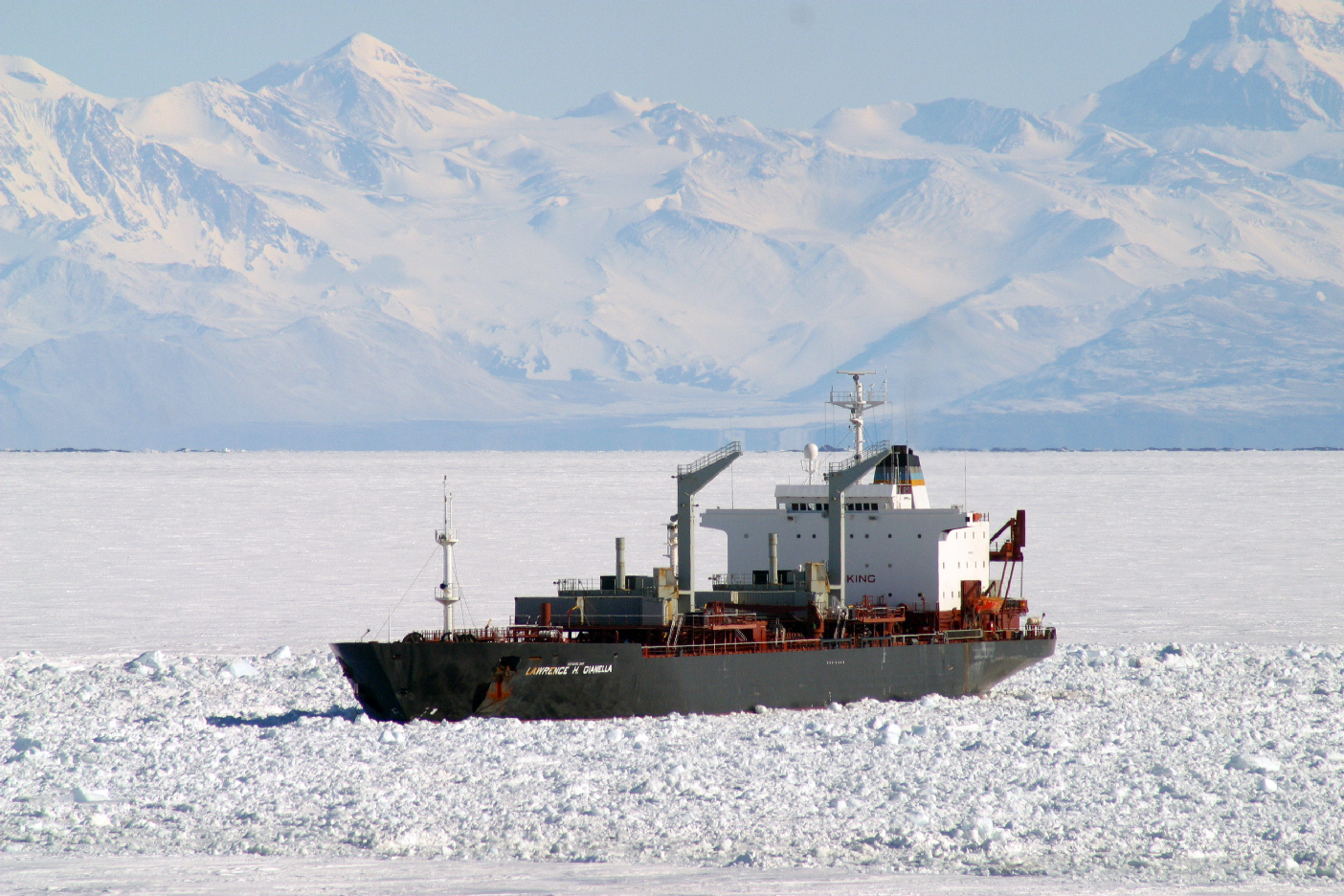
Танкер в проливе Мак-Мердо, на подходе к одноимённой научной станции

Ледовый режим в море Росса наиболее благоприятный из всех береговых антарктических морей, и благодаря относительно лёгкому доступу к побережью через это море Антарктиды достигали многочисленные исследовательские экспедиции из таких стран, как Норвегия, Великобритания, Япония, США и Новая Зеландия. В море Росса располагается самый южный район судоходства в Мировом океане. На широте 77°51’ ю. ш. располагается крупнейшая научно-исследовательская станция Антарктиды — Мак-Мердо, к которой ежегодно отправляются танкеры и контейнеровозы в сопровождении ледоколов.
Плавание американских ледоколов и транспортных судов других стран осуществляется в основном по маршруту, который проходит по 179° в. д. Протяжённость ледовой зоны на трассе в ноябре обычно составляет 500—600, в декабре около 300 миль. Причем протяжённость зоны сплоченных льдов не превышает 40-50 % от общей ширины пояса дрейфующих льдов. Вследствие быстрого очищения моря Росса в январе протяжённость ледовой зоны на трассе уменьшается до 150—200 миль. Причем эта зона состоит из сильно разрушенных льдов, которые серьёзного препятствия для плавания судов не представляют. В море Росса существует несколько стационарных полыней. Уникальным, не имеющим аналогов явлением следует считать полынью, получившую название полыньи Росса. Площадь этой полыньи в январе достигает абсолютного значения для всех замерзающих бассейнов Мирового океана — 520,0 тыс. км². Ледовый режим моря и условия плавания полностью определяются развитием данной полыньи. В районе острова Росса, на подходах к станции, большую часть года распространён припай, канал в котором пробивается ледоколом. Корабли на станции Мак-Мердо швартуются к искусственно намороженной льдине, несколько метров толщиной, с проложенными внутри стальными тросами для жёсткости и покрытой сверху слоем щебня. В море Росса иногда заходят туристические суда и рыболовецкие траулеры.